# Killarna - en far og seks syv brødre
Killarna - en far og seks syv brødre er en dansk dokumentarfilm fra 2006 med instruktion og manuskript af Johannes Trägårdh Jensen.

## Handling
En far og seks-syv brødre mødes for at gennemspille Ernest Hemingways novelle The Killers. En uforløst historie om virkeligheden, der ikke folder sig ud - medmindre man selv medvirker. Og det kan være svært. At ville - er jo ikke det samme som at kunne. Eller omvendt for den sags skyld.